# Арменијака
Тема Арменијака (грчки: Άρμενιακόν) је била византијска тема у северозападној Малој Азији.

## Историја
Арменијака је једна од четири првобитне теме, успостављена средином 7. века на територији Мале Јерменије (такође познате и као Арменија Минор). Иако постоје индиције да је тема постојала још током владавине цара Ираклија, тј. око 629. године, тема Арменијака се први пут помиње у историјским изворима током устанка генерала Саборија 667/8. године. Следећи пут помиње се на печату из 717/718. године. Тема је вероватно, као и остале малоазијске теме, настала током првог таласа муслиманских освајања 640-тих година. Тада је војска магистар милитума Јерменије повучена и насељена у области Понта, Пафлагоније и Кападокије, дајући име новонасталој теми.
Центар теме Арменијаке био је у Амасеји која је била и седиште стратега. У 9. веку тему је насељавало око 9000 људи који су живели у 17 тврђава. Величина и значај Арменијаке били су велики, а њене снаге су учествовале у неколико побуна током 8. века. Због тога је у 9. веку тема подељена на Харсианон и Кападокију. Године 819. приморске теме Пафлагонија и Халдија одвојене су од Арменијаке. Тема Колонеја основана је 863. године. Арменијака је сведена на област западног Понта.
Арменијака је остала у византијским рукама до краја 11. века. Међутим, након катастрофалног пораза Византије код Манцикерта, франачки плаћеници под Руселом од Балиола преузели су контролу над темом којом су управљали неколико месеци. Византијску власт поново је успоставио Алексије Комнин. Убрзо су Арменијаку освојили Селџуци. Одржало се само неколико приморских византијских упоришта. Цареви династије Комнин успели су да освоје приморске области теме, али Арменијака никада није обновљена.

## Познати стратези Арменијаке
- Саборије (?-668)
- Артавазд Иконољуб (око 717)
- Алексије Мозел (око 790/792)
- Варда Фока Старији (око 941)
- Јован Халдејски (око 995)